# Diocesi di Cassandria
La diocesi di Cassandria (in latino Dioecesis Cassandrensis) è una sede soppressa e sede titolare della Chiesa cattolica.

## Storia
Cassandria, corrispondente alla città di Kassandra in Grecia, è un'antica sede vescovile della provincia romana di Macedonia nella diocesi civile omonima, suffraganea dell'arcidiocesi di Tessalonica.
Di questa antica diocesi, documentata nella Notitia Episcopatuum attribuita all'imperatore Leone VI (inizio X secolo), è noto un solo vescovo, Ermogene, che partecipò al cosiddetto brigantaggio di Efeso del 449 e al concilio di Calcedonia del 451.
Dal 1926 Cassandria è annoverata tra le sedi vescovili titolari della Chiesa cattolica; la sede è vacante dal 25 luglio 1987.

## Cronotassi

### Vescovi greci
- Ermogene † (prima del 449 - dopo il 451)

### Vescovi titolari
- Gaetano Mignani, C.M. † (16 luglio 1928 - 11 aprile 1946 nominato vescovo di Ji'an)
- Georges-Stanislas-Jean Béjot † (19 aprile 1947 - 25 luglio 1987 deceduto)